# Огродники (Семятыченский повет)
Огродники (пол. Ogrodniki) — деревня в Семятыченском повете Подляского воеводства Польши. Входит в состав гмины Семятыче. По данным переписи 2011 года, в деревне проживало 169 человек.

## География
Деревня расположена на северо-востоке Польши, на правом берегу реки Западный Буг, на расстоянии приблизительно 8 километров к юго-западу от города Семятыче, административного центра повета. Абсолютная высота — 117 метров над уровнем моря. К северу от Огродников проходит национальная автодорога 62.

## История
Согласно «Указателю населенным местностям Гродненской губернии, с относящимися к ним необходимыми сведениями», в 1905 году в деревне Слохи-Огородники проживало 311 человек. В административном отношении деревня входила в состав Семятичской волости Бельского уезда (4-го стана).
23 июня 1941 года деревня была сожжена гитлеровцами.
В период с 1975 по 1998 годы населённый пункт являлся частью Белостокского воеводства.